# Abdou Diallo
Abdou-Lakhad Diallo (sinh ngày 4 tháng 5 năm 1996) là một cầu thủ bóng đá chuyên nghiệp người Senegal. Anh thi đấu ở vị trí hậu vệ cho câu lạc bộ RB Leipzig tại Bundesliga thẹo dạng cho mượn từ Paris Saint-Germain của Ligue 1. Mặc dù sinh ở Pháp, anh thi đấu ở cấp độ quốc tế cho đội tuyển Sénégal.

### Bàn thắng quốc tế
| #  | Ngày               | Địa điểm                                       | Đối thủ      | Bàn thắng | Kết quả | Giải đấu                      |
| -- | ------------------ | ---------------------------------------------- | ------------ | --------- | ------- | ----------------------------- |
| 1. | 1 tháng 9 năm 2021 | Sân vận động Lat-Dior, Thiès, Sénégal          | Togo         | 2–0       | 2–0     | Vòng loại FIFA World Cup 2022 |
| 2. | 2 tháng 2 năm 2022 | Sân vận động Ahmadou Ahidjo, Yaoundé, Cameroon | Burkina Faso | 1–0       | 3–1     | CAN 2021                      |

## Danh hiệu

### Câu lạc bộ
Monaco
- Ligue 1: 2016–17

Paris Saint-Germain
- Ligue 1: 2019–20, 2021–22
- Coupe de France: 2019–20, 2020–21
- Coupe de la Ligue: 2019–20
- Trophée des Champions: 2019, 2020, 2022

RB Leipzig
- DFB-Pokal: 2022–23

### Quốc tế
Senegal
- Africa Cup of Nations: 2021